# 時空の竜騎兵リバーサー
『時空の竜騎兵リバーサー』（じくうのりゅうきへいリバーサー）は、環望による日本の漫画作品。『ポプコム』（小学館）において1994年3月号まで連載されていた。

## あらすじ
宮瞳はごく普通の女子高生。ある日、親友の大月優香に誘われて、新宿のパソコンショップで最新の通信RPGをプレイしていた。
ところが、いきなりそのパソコンが爆発し、彼女は気を失ってしまう。
そして、気がついたとき、彼女はたったいま自分がプレイしていたゲームの主人公たちに介抱されていた。
彼女を介抱していた主人公たち（シュン、ダイク、斬鬼丸、センカ）は、あと一歩まで追い詰めた魔導王デモスの使用した最終手段「時空の宝珠」によって、
彼らが戦っていた地から飛ばされてきたものらしい。彼ら同様、新宿に出現したデモスは、ここに新たなる暗黒の帝国ネクロパレスを建設しようとしていた。

## 登場人物

### 主要人物

#### 四勇者
シュン・ウィドウ
職業：龍騎騎士。
龍騎の民の唯一の生き残り。彼の同胞達の村は幼少時に龍がいないばかりに魔族にたやすく滅ぼされるという無念の滅亡を遂げており、その報復を固く誓って、自らを高め続けた彼の能力は龍騎戦士のなかでも最上位の部類に入る。また、龍騎の剣を手にした時の攻撃力は周囲の地形すら歪めるという。
爆炎斬鬼丸
職業：機械騎士。戦闘ドロイド。
機械戦争時代の生き残りで、1体で1軍に匹敵するとまで言われる戦闘ドロイドの中でも、特にずば抜けた能力を持つ、レベルAAAドロイドであった。しかし、機械軍崩壊の際、エネルギー不足のため一時的に活動を停止して深い眠りについた。眠りについてから数百年後、ふとしたきっかけから目を覚まして活動を再開する。その後シュン達を一緒に旅をすることになった。
ネクロパレス復活の時に次元の裂け目に飲み込まれて姿を消す前に闇騎士暴魔と同じ傷が顔に刻まれていた。
センカ
職業：精霊僧侶。龍精霊（ドラゴン・エルフ）族唯一の生き残り。
1人辺境の森に住み、長い間周囲の村の人々の恐怖の対象であったが、たまたまその地を通りかかりドラゴン退治を依頼されたシュンに懲らしめられたことがきっかけに一緒に旅をするようになった。古の伝説に彼女らしき龍に関する記述がある。
ダイク・ザ・ウィザード
職業：魔法学者。
この世の真理を魔法の力を借りて解き明かそうとする魔法学者の一人。恩師をジル・ド・レイスに殺害され、その復讐のために各地を放浪。その復讐の果てにジル・ド・レイスに憑依されて殺人鬼と化した恋人のアミナを殺す羽目になってしまった。息絶える間際に正気を取り戻し、ダイクに殺される意味を理解できないまま死んでいったアミナの思い出に苦しみながらも生きていたが、その後、シュン達と出会い一緒に旅をすることとなった。魔法以外の知識欲も旺盛で、瞳たちの世界の知識・技術も奇術から電子工学まで短期間で学習・活用している。

#### 四勇者の協力者
宮瞳
本作のヒロイン。その姿が聖女神ミトに似ていたことにより、成り行きでシュン達を自宅に保護することになってしまった。しかし、このことが四勇者に様々な影響を与えることになる。後に彼女自身がその聖女神ミトと深い関わりのあることが暗示される。
大月優香
瞳の親友でほぼ何でもこなせるスーパーウーマン。瞳とは違った形（直接行動）で四勇者をサポートする。両親とは不仲で現在瞳の家に家出中。なお、1つの物事に打ち込む人間には弱く、そういった人間である瞳やダイクのことを愛していたが、ジル・ド・レイスに憑依されて大量虐殺を実行させられてしまい、救出後もその件で心に深い傷を負う。

#### 警察
矢作俊作
職業：警察官。新宿に現れた四勇者を追うことがきっかけとなり、この街を守りたいという意志により、四勇者とデモス軍団との戦いに巻き込まれていくことになった警察官。義理堅い性格。

### デモス軍団
魔導王デモス
遙か昔に世界の東方に存在したこの世の全ての悪と欲望が渦巻く「死者の王城（ネクロパレス）」なる背徳の街に宿る邪念が魔界から呼び出した最悪の大魔王。

#### 四屍衆
過去に四勇者に倒されたがデモスの力により再びよみがえったもの達。
バジェスタ
東京ディスティニーランドで、四神器の１つ「龍水晶」を守り、シュン達を襲った三つ眼の魔女。人形を操る能力を持つ。
バンパイア・ロード
新宿NSビルで、血を吸った少女達を利用して、四神器の1つ「転移の数珠」を用いた何かの入力作業を行っていたバンパイア。少女達を盾にして自身を守る等性格は下劣。
ワーマスター
成城女学院で、さえみを生け贄になんらかの儀式を行っていたキメラ。
ジル・ド・レイス
羽田国際空港で、四神器の1つ「閃光の杖」を用いてダイクと戦った魔導士。その正体は強力極まりない憑依能力で大月優香の意識と肉体を奪った悪霊で大量殺人をこよなく愛する凶霊。魔法の実力はダイクにも劣らず、優香の肉体に憑依していることもあって、実際の戦いでは常に優位に立っていたが、魔法以外の知識がほとんどないため、ダイクがとっさに見せた手品を自分の知らない魔法だと思い込んで恐怖し、そのせいで優香の肉体から引きはがされ、永遠に封印されるのであった。

#### 大目付
闇騎士暴魔（ダークナイト ボーマ）
デモス直属の目付役で四屍衆が実行していた作戦の監視に当たっていた。斬鬼丸と同型機種の戦闘ドロイドで姿もうり二つ（体色が異なり、片目周辺に傷跡がある）である。デモス配下として働いているが、魔物に襲われた瞳やサラを助ける等、不可思議な行動をする人物で、ケンブ・サラ・カナリーの様子を見る限りでは弱者に粗暴な振る舞いをしない温厚な性格の持ち主である事が見て取れる。
又、”以前、ミトと行動を共にしていたかのような言葉”をミトに優しい口調で告げるなど単純なデモスの部下とは思えない人物。
後に”未来の斬鬼丸”である事が暗示される。

### スクネ機関
約500年近く前から存在して、四勇者を助けるために存在していた組織。初代が書き記した「予言の書」に基づき行動している。
お館さま
スクネ機関の長で政府方面にも顔が利く。政府関係者からは武之内翁と呼ばれている。四勇者のダイグ・ザ・ウィザードに似た面影を持っており、事実、ダイク本人と重大な因縁を持つ。
謎の美女
お館さまに付き従う妙齢の美女。お館さまの奥方でもある。ジル・ド・レイスに操られた大月優香が大量殺害事件を起こす直前、まるで、自分が”これから重大な罪を犯してしまう事になる”といわんばかりの台詞を口にする。
甲
お館さまの息子で長男。四勇者を裏からサポートする役目を負っている。性格は沈着冷静だが、兄弟を困らせるという変わった趣味を持つ。肉体的には男性なのだが、心は女性そのもののため、時折、女性のような雰囲気を発する。何故か矢作のことを気に入っている。
乙
お館さまの息子で次男。禿頭で性格は比較的兄弟の中では一般人に近い性格。
丙
お館さまの息子で三男。小柄な容姿で、あんパンと白牛乳が好きらしい。

### その他人物

#### 自衛隊
五十嵐博明
矢作の友人で一佐。「新都市戦術システム」の責任者。デモス軍団の影を追う矢作に対して、武器の提供等色々と支援を行う。

#### 成城女学院
さえみ
瞳、優香のクラスメート。転校してきたセンカの事を色々と気遣い、センカが周りの人々に心を開くきっかけを作った。

#### 龍騎戦士
ケンブ・サラ・カナリー
シュンの義兄でシュン以外で生き残っていた唯一の龍騎戦士。幼かったシュンに稽古をよくつけており、シュンにとっては本当の兄弟のような存在である。しかし、龍騎の村がデモス軍団に襲われ壊滅した際に、幼いシュンを逃がすために一人奮闘し死亡したかと思われたが、すんでの所を闇騎士に助けられ、現在はその恩義のために働いている。ただ、シュンの事を大切に思う気持ちは変わらず、シュンに一人前の龍騎戦士となってほしいため、あえて敵側についている節がある。なお、シュンの戦士としての気持ちをぐらつかせる瞳の事を嫌っている。
シュンの養父母
ケンブの両親で孤児となったシュンを実の息子のように育てる。なお、ケンブの母はシュンの母の妹になる。デモス軍団に襲われる村からシュン達を逃がして死亡する。

## 用語
デモス戦役
人間はかつてあったという幻の「現代文明」と「終末戦争」から立ち上がり、奇妙なる姿態を持つ多種多様の魔物達の影に怯えつつも平和な毎日を送っていた。しかし、突如現れた大魔導士デモスなる者が世の悪しき心を持つ人間・魔物を操って多くの大国を滅ぼしてしまった。残された小国と辺境の民は今度はデモスの影に怯えることとなった。そんな人々の心の支えになったのが、滅ぼされた大国においてデモスと対等に戦った龍騎戦士であった。
聖女神ミト
シュン達の世界で崇められている女神。過去にデモスを打ち倒したとされるが、その戦いで命を落としたと言われる。
時空の宝珠
時空と空間の秩序を破壊すると言われる伝説の珠。その魔力を解き放ったが最後使用した者もろとも時空の果てに吹き飛ばされる。
龍水晶
龍精霊を月の満ち欠けに関係なくドラゴンの姿に変身させることの出来る神器。
転移の数珠
異次元空間にある武器庫より様々な武器を召喚することの出来る神器。斬鬼丸の修理にも使える。
閃光の杖
あらゆるエネルギーを魔力に転換して吸収することの出来る神器。その能力により術者が無尽蔵に呪文を打つことが出来る。
龍騎の剣
龍騎騎士に伝わる神器。
都市管理システム
東京中のコンピュータを1つのネットワーク網で繋いで互いの情報管理・機能管理サポートを行うシステム。新都市戦術システムはその機能の一部を利用している。
龍騎戦士
ドラゴンと自在に意志を通わせ、それに乗り戦う超戦士のこと。最強の戦士の代名詞でもある。かつては人民の守り神として敬われていたが、第2次デモス戦役で、その能力を恐れたデモスにほとんど皆殺しとなった（生き残りはシュンとケンブのみ）。龍騎戦士の最大の特徴は、魔力、霊力などの力を借りず、自らの精神力を刃に注ぎ、すさまじい破壊力を発揮することにある。特にドラゴンの機動力も加わった場合、龍騎の剣なくしても、一千の軍勢と互角に戦える。
龍精霊（ドラゴン・エルフ）
月の満ち欠けによって、その姿をドラゴンに変える事の出来る種族。その強大な能力故、古来から自称勇者の狩猟の対象となることが多く、元々繁殖力が低いことも手伝って、現在センカ以外は生き残っていない状態である。

## 単行本
本編
1. 1991/10/10 ISBN 4091787312
2. 1992/5/10 ISBN 4091787320
3. 1993/5/10 ISBN 4091787339
4. 1994/5/10 ISBN 4091787347